# Franz Janssens
Franz Léon Antoine Janssens (Loverval, 3 april 1914 - Charleroi, 9 juni 1985) was een Belgisch senator.

## Levensloop
Licentiaat in commerciële wetenschappen van de Université de Mons-Hainaut, werd Janssens bedrijfsrevisor, juridisch raadgever en expert in boekhouding bij gerechtshoven.
Hij werd actief in de Liberale Partij. Van 1932 tot 1935 was hij lid van het Comité van Liberale Studenten in Bergen en daarna lid van het Comité van de Nationale Federatie van de Liberale Studenten. Van 1937 tot 1940 en van 1945 tot 1952 was hij voorzitter van de Jong-Liberalen van Gosselies. Van 1947 tot 1950 was hij voorzitter van de liberale federatie van het arrondissement Charleroi, van 1947 tot 1950 nationaal secretaris van de Liberale Partij en van 1950 tot 1951 ondervoorzitter en van 1951 tot 1952 voorzitter van de Waalse afdeling van de liberalen. Van 1950 tot 1962 was hij tevens voorzitter van de liberale federatie van Gosselies en in 1952 werd hij nationaal voorzitter van de Jong-liberalen. Bovendien werd hij kabinetsmedewerker van minister Jean Rey en was hij van 1958 tot 1964 administrateur van de Liberale Mutualiteiten in het arrondissement Charleroi.
In 1961 schreef Janssens mee aan het partijprogramma van de PVV-PLP, de nieuwe naam van de Liberale Partij. In 1962 werd hij voorzitter van de PLP-federatie van het arrondissement Charleroi en van 1965 tot 1969 voorzitter van de Entente libérale wallonne. In 1952 werd hij ook gecoöpteerd als lid van het Dagelijks Bestuur van het Waals nationaal congres.
Van 1965 tot 1970 was Janssens gemeenteraadslid van Gosselies In maart 1971 werd hij door de PLP gecoöpteerd in de Belgische Senaat, wat hij bleef tot in december van dat jaar. Vervolgens was hij van 1971 tot 1978 rechtstreeks gekozen senator voor het arrondissement Charleroi-Thuin.
In 1973 werd hij voorzitter van de PLPW-afdeling van het arrondissement Charleroi-Thuin, het Waalse deel van de gesplitste liberale partij. Hij was van 1974 tot 1977 ook voorzitter van de voorlopige Waalse Gewestraad.
Hij droeg bij tot het samenhouden van de liberalen in Wallonië, nadat Jean Gol, Étienne Knoops en François Perin zich bij de partij hadden aangesloten en de partij hernoemd werd tot PRLW. Hij was tegenstander van het Egmontpact. Bij de verkiezingen van 1978 kreeg hij geen plaats meer op de PRLW-lijst.